# Song Byung-gu
Song Byung-gu, noto anche con lo pseudonimo di Stork (Pohang, 4 agosto 1988), è un videogiocatore sudcoreano di StarCraft: Brood War e StarCraft II.
È uno dei Protoss di maggior successo dal 2007.

## Biografia
La carriera di Stork inizia nel 2005, quando riesce a qualificarsi all'EVER OSL, senza però passare la fase a gironi. Nello stesso anno riesce a qualificarsi anche per i due OSL successivi, senza ottenere grandi risultati. Nell'anno successivo Stork soffre un periodo di crisi non riuscendo a qualificarsi per nessun torneo individuale. Nel 2007 riesce però a qualificarsi contemporaneamente al DAUM OSL che al GomTv MSL, uscendo in entrambi nelle semifinali. Sempre nello stesso anno, conquista un argento all'EVER OSL, perdendo in finale a favore di Jaedong, mentre si aggiudica i World Cyber Games 2007.
A inizio 2008 arriva ad un'altra finale OSL, perdendo però per 3-0 da Flash, dopolaquale non ottiene grandi risultati fino a fine anno, quando si aggiudica il primo OSL, battendo Fantasy 3-2, e un argento ai World Cyber Games 2008.
Nel 2009 inizia un secondo periodo di crisi, da cui però riesce ad uscire conquistando a fine anno un secondo posto ai World Cyber Games 2009 e , a fine 2010, un secondo posto al Bacchus OSL.

## Statistiche
|            | Vittorie | Sconfitte | %      |
| ---------- | -------- | --------- | ------ |
| vs Terran  | 187      | 101       | 64,93% |
| vs Zerg    | 156      | 121       | 56,32% |
| vs Protoss | 135      | 84        | 61,64% |
| Totale     | 478      | 306       | 60,97% |

## Risultati
- 2007 Secondo al GOMTV MSL Season 2
- 2007 Vincitore dei World Cyber Games 2007
- 2007 Secondo all'EVER OSL
- 2008 Secondo al Bacchus OSL
- 2008 Secondo ai World Cyber Games 2008
- 2008 Vincitore dell'Incruit OSL
- 2009 Secondo ai World Cyber Games 2009
- 2010 Secondo al Bacchus OSL